# Фаафафіне
Фаафафіне — третя стать у культурі Самоа: чоловіки, виховані у родині як жінки, що втілюють у собі як чоловічі, так і жіночі риси. Якщо у сім'ї народилося багато хлопчиків, то наймолодшого з них виховують як дівчинку, щоб він допомагав матері по господарству.
Слово «фаафафіне» включає причинний префікс «фаа», позначаючий «подібно до», та слово фафіне, «жінка».

## Роль у суспільстві Самоа
Фаафафіне відомі своєю тяжкою працею та відданістю родині. Ідеї родини у Самоа та Полінезії значно відрізняються від західної конструкції сім'ї.
Слідуючи західним тлумаченням, фаафафіне нерідко неправильно визначають як геїв чи гомосексуалів. Фаафафіне мають різноманітне сексуальне життя: можуть мати секс із жінкою, але частіше обирають чоловіків. Але мати секс з іншим фаафафіне — для них табу.
Це елемент культурної ідентичності, який вказує на різноманітність суспільства Самоа задовго до того, як християнство досягло його берегів.
Сексуальні стосунки між фаафафіне (третьою статтю) та Тане (чоловіками) не визначаються як стосунки між 'однією статтю,' але скоріше як стосунки між різними статями, та не вважаються гомосексуальними у суспільстві Самоа. Це також є поглядом більшості фаафафіне. У кінцевому рахунку, українські слова можуть лише приблизно виразити значення самоанських термінів, не включаючи основ їх культурного підґрунтя.

## Фаафафіне і сучасність
Фаафафіне на островах Самоа та у самоанській діаспорі створили кілька організацій, починаючи з 1980-х. На сьогодні найвідомішими з них є Самоанська Організація Фаафафіне Незалежного Самоа, SOFIA Американського Самоа, та UTOPIA, що у Сан-Франциско на Гонолулу. Ці організації задіяні у політичній діяльності та культурних заходах. Самоанська Організація Фаафафіне Незалежного Самоа намагається прибрати дискримінаційні закони щодо гомосексуалів та трансексуалів, що залишилися в країні ще з часів колоніального уряду Нової Зеландії, і які у самій Новій Зеландії давно не діють.